# Alexandre Ilyin
 (novembre 2019).
 (avril 2020).
Pour les articles homonymes, voir Iline.
Alexandre Vladimirovich Ilyin (russe : Алекса́ндр Влади́мирович Ильи́н ; né le 11 janvier 1973) est un mathématicien russe, professeur, Dr. Sc., professeur à la Faculté d'informatique de l'Université d'État de Moscou, membre correspondant de l'Académie russe des sciences. Expert en théorie du contrôle robuste.
Il a défendu la thèse « Inversion robuste des systèmes dynamiques » pour le degré de doctorat en sciences physiques et mathématiques (2009). 
Il est l'auteur de quatre livres et de plus de 90 articles scientifiques. 
Il est le fils du mathématicien Vladimir Ilyin.